# Clásica Memorial Txuma
La Clásica Memorial Txuma era una corsa in linea maschile di ciclismo su strada svoltasi a Erandio, nei Paesi Baschi spagnoli, dal 1995 al 2007. Creata nel 1995, rimase riservata ai dilettanti fino al 2004, mentre dal 2005 al 2007 fu inserita nel calendario dell'UCI Europe Tour come gara di classe 1.2.

## Albo d'oro
Aggiornato all'edizione 2007.
| Anno | Vincitore             | Secondo            | Terzo                 |
| ---- | --------------------- | ------------------ | --------------------- |
| 1995 | Carlos Zelaia         | Iñigo Roldan       | Iñaki Barrenetxea     |
| 1996 | Yvan Becaas           | O. Ugidos          | Pedro Pérez Zabal     |
| 1997 | Gorka Gerrikagoitia   | Marcel Gono        | Txema del Olmo        |
| 1998 | Aitor Silloniz        | Jonathan Hall      | Josep Jufré           |
| 1999 | Marius Sabaliauskas   | Serhij Matvjejev   | Juan Manuel Fuentes   |
| 2000 | Rubén Plaza           | David Herrero      | Adolfo García Quesada |
| 2001 | Iñigo Urretxua        | Julen Fernández    | Jonathan González     |
| 2002 | Javier Ramírez        | Alberto Hierro     | Moisés Dueñas         |
| 2003 | Jurgen Van Den Broeck | Luis Pérez Romero  | Mikel Elguezabal      |
| 2004 | Eugenio Pineda        | Oleg Žukov         | Ander Azpitarte       |
| 2005 | Nikolaj Trusov        | Francisco Terciado | Pieter Duyck          |
| 2006 | Michail Ignat'ev      | Anton Mindlin      | Diego Milán           |
| 2007 | Boris Špilevskij      | Maurizio Biondo    | Ivan Gilmartin        |